# Белградский пашалык

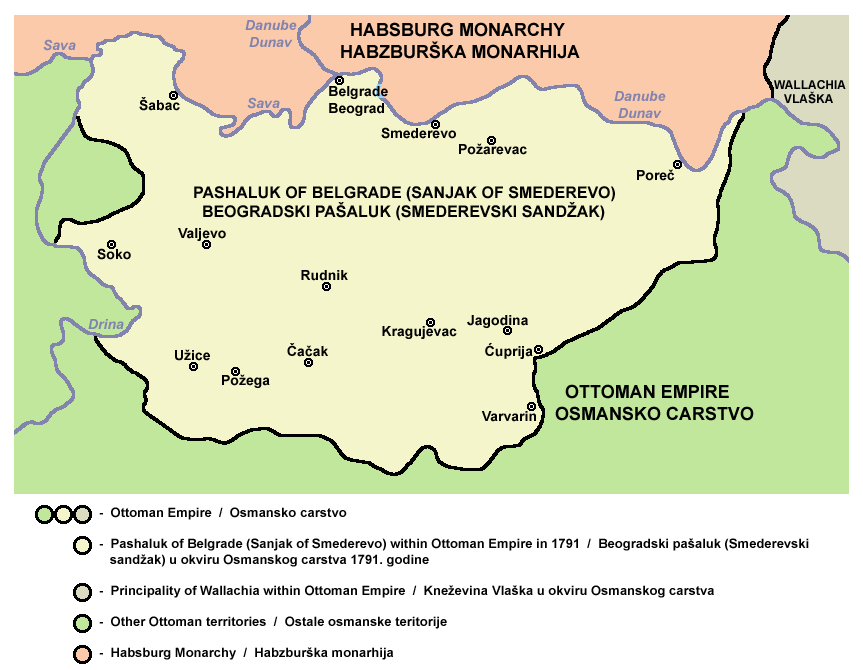
Белградский пашалык в 1791 году

Белградский пашалык (тур. Belgrad Paşalığı, серб. Београдски пашалук / Beogradski pašaluk) или Смедеревский Санджак (тур. Semendire Sancağı, серб. Смедеревски санџак / Smederevski sandžak) — территория Османской империи, расположенная в районе современной Центральной Сербии.

## История
Белградский пашалык образовался после вхождения в состав Османской империи Сербской деспотии в 1459 году, административным центром был город Смедерево. В 1476/1478 году часть территории: Зворник, Сребреница с Сребреником, Кушлатом, Шубином, Соколом, первоначально входившие в Смедеревский санджак, были выделены из него и составили ядро Зворницкого санджака . 
После завоевания Белграда в 1521 году административный центр был перемещён соответственно в Белград. С 1718 по 1739 год Белградский пашалык входил в состав Габсбургской монархии.
В Белграде за время турецкого  владычества было построено 273 мечети  и медресе. Столица Сербии напоминала скорее типичный турецкий город с кривыми улочками и восточными базарами, чем европейский город.
Однако за краткий период австрийской власти (всего 22 года)  было разрушено большинство мусульманских минаретов, медресе и мечетей, а часть из них была переделана в христианские храмы.
Но по Белградскому мирному договору возвращён Османской империи. В 1789—1791 годах опять входил во владения Габсбургов. 
После сербской революции на территории Белградского пашалыка было образовано Княжество Сербия под управлением сербского князя Милоша Обреновича.
К 1804 году население пашалыка составляло всего лишь около 400 тысяч человек, из которых от 40 до 50 тысяч были мусульмане (в основном исламизированные  славяне).

## Административное деление
В конце XVIII — начале XIX веков пашалык делился на 12 нахиев:
- Белградская нахия
- Смедеревская нахия
- Пожаревацкая нахия
- Чуприйская нахия
- Ягодинская нахия
- Крагуевацкая нахия
- Ужицкая нахия
- Валевская нахия
- Шабацкая нахия
- Рудничская нахия
- Сокоская нахия
- Боравичская нахия